# Vaccinium serrulatum
Vaccinium serrulatum är en ljungväxtart som beskrevs av Wen Pei Fang och Z.H. Pan. Vaccinium serrulatum ingår i Blåbärssläktet, och familjen ljungväxter. Inga underarter finns listade i Catalogue of Life.